# Grinnell (Iowa)
Grinnell è un comune degli Stati Uniti d'America, nella contea di Poweshiek, nello Stato dell'Iowa.

## Descrizione
Grinnell era una fermata della Underground Railroad.
Il clima è continentale, con estati calde e umide e inverni freddi e nevosi.
Secondo il censimento del 2010 vi abitano 9218 persone: il 91,9% della popolazione è bianca, il 2% afroamericana, lo 0,3% nativa americana, il 2,7% asiatica, l'1% di altre etnie e il 2,1% di due o più etnie.